# Pubnico
Pubnico est une petite communauté acadienne située dans le comté de Yarmouth en Nouvelle-Écosse. Elle est fondée en 1653 par Philippe Mius d'Entremont. Elle est la plus ancienne communauté acadienne.
Pubnico-Ouest est un important port de pêche comptant une quinzaine de compagnies de transformation du poisson.
« Le premier Acadien à s'établir dans la région des Côtes acadiennes et de Yarmouth fut le baron Sieur Philippe Mius d'Entremont, qui fonda la communauté de Pubnico en 1653. Plusieurs autres établissements acadiens furent fondés, notamment au nord de Pubnico, à Chebogue, et au sud de Pubnico, dans la région appelée aujourd'hui région du cap de Sable. »